# Bubulcus (Bischof)
Bubulcus von Vindonissa oder Boulcus oder Bovicus war von 517 bis 534 erster Bischof von Vindonissa (Bistum Windisch-Konstanz).

## Leben
In Vindonissa sind im 6. Jahrhundert neben Bubulcus (erster Bischof von Windisch 517–534) auch Grammatius (auch Cormmatius, Bischof von 534 bis 552) und Ursinus bezeugt. Nach einer Bauinschrift in Vindonissa (heute Windisch) wurde im Jahre 590 das Bistum von Windisch nach Konstanz an den Bodensee verlegt.
Bubulcus war Teilnehmer der burgundischen Synode von Epao-Jenne im Jahre 517.
Da nicht eindeutig belegt ist, wann das Bistum Windisch-Konstanz gegründet wurde, gilt Maximus – nach anderen Quellen auch Gaudentius – als erster Bischof von Konstanz mit Gründung des Bistums Konstanz um 585 / 590 durch die alemannischen Herzöge mit Hilfe von Papst Gregor I., genannt der Große.